# Szelomo Erel
Szelomo Erel (hebr. שְׁלֹמֹה אֶרְאֵל, właśc. Szelomo Engel, ur. 1920 w Łodzi, zm. 20 listopada 2018 w Tel Awiwie) – izraelski wojskowy, generał dywizji (alluf) i siódmy dowódca Izraelskiego Korpusu Morskiego w latach 1966–1968. W latach 1951–1955 był dowódcą Wielkiej Floty, obejmującej okręty Izraela, w 1955 roku mianowany na stanowisko attaché Sił Obronnych Izraela we Włoszech i attaché marynarki w Europie Zachodniej. Zaangażowany w rozwój i reorganizację izraelskich sił morskich, w tym w projekt rozwoju przeciwokrętowego pocisku manewrującego Gabriel. W latach 1984–1988 pracował jako audytor w cywilnej jednostce Ministerstwa Obrony kontrolującej działania armii.

## Życiorys

### Młodość
Urodził się w 1920 roku w Łodzi w rodzinie Chajjima i Juty Engelów. W 1926 lub 1927 roku wraz z rodziną dokonał alii do Palestyny, gdzie wstąpił do Bejtaru. Wraz z rodziną zamieszkał w Tel Awiwie i ukończył tam Gimnazjum Geuli. W 1936 roku, z ramienia Bejtaru, wyjechał do Włoch do Szkoły Morskiej Bejtaru w Civitavecchi, gdzie uczył się przez dwa lata. Po powrocie do Palestyny w 1938 roku został aresztowany i osadzony w więzieniu w Akce za działalność na rzecz Irgunu i nielegalnej alii Żydów do Palestyny. Po wyjściu na wolność pracował na statkach handlowych.

### II wojna światowa
Gdy wybuchła II wojna światowa przebywał w Belgii. Tam wraz z innymi ochotnikami żydowskimi wstąpił do brytyjskiej marynarki handlowej. Służbę pełnił na okrętach pływających po Atlantyku i Morzu Śródziemnym, które zaopatrywały i wspomagały alianckie konwoje. Brał udział w ewakuacji brytyjskich żołnierzy z Dunkierki. W 1941 roku okręt, na którym służył został zatopiony przez niemiecki okręt podwodny. Zwolniony w 1944 roku ze służby zatrudnił się w manufakturze potażu nad Morzem Martwym.

### Wojna arabsko-izraelska (1948)
W maju 1948 roku zgłosił się do służby w marynarce izraelskiej i został dowódcą łodzi patrolowej „Palmach”. Podczas wojny o niepodległość Izraela „Palmach” wziął udział w operacji „Dawid”, która polegała na zatopieniu w porcie w Bejrucie jachtu, którym zainteresowani byli Egipcjanie w celu wzmocnienia sił morskich, a który w przeszłości należał do Kriegsmarine i używany był przez dowódców i polityków nazistowskich, łącznie z Adolfem Hitlerem. Podczas operacji Uwda pomagał przeprowadzić desant Brygady Aleksandroni z Morza Martwego w Ejn Gedi. Z czasem otrzymał przydział na korwetę „Hagana” typu Flower, gdzie został najpierw zastępcą dowódcy, a potem dowódcą.

### Okres niepodległości
W 1950 roku został kapitanem kutra rakietowego „Misgaw”. W tym samym roku brał udział w operacji „Kolumbus”, w której był głównodowodzącym. Polegała ona na rejsie korwety oraz fregaty do Nowego Jorku w ramach oficjalnej wizyty Dawida Ben Guriona w Stanach Zjednoczonych. Po powrocie w 1951 roku został szefem szkolenia Izraelskiego Korpusu Morskiego oraz dowódcą bazy szkoleniowej. W tym samym roku został dowódcą Wielkiej Floty. W 1953 roku dowodził siłami ratunkowymi, które pomagały ofiarom trzęsienia ziemia na Kefalinii na Morzu Jońskim. Za udzieloną pomoc został odznaczony przez króla Grecji Pawła I Orderem Feniksa klasy komandorskiej. W 1954 roku dowodził flotą podczas kurtuazyjnych wizyt izraelskich okrętów w Turcji, Jugosławii, Grecji, we Włoszech i na Malcie. W 1955 roku został mianowany na stanowisko attaché Sił Obronnych Izraela we Włoszech i attaché marynarki w Europie Zachodniej.
W 1956 roku odbył kurs w Szkole Dowództwa i Sztabu Brytyjskiej Floty. Ze względu na wspomniany kurs nie mógł wziąć udziału w operacji „Kadesz” (Kryzys sueski). Po powrocie do Izraela zorganizował podobny kurs w kraju dla oficerów. W 1959 objął dowództwo nad Flotą Niszczycieli.
W 1960 roku został szefem wydziału morskiego, który zajmował się rozwojem możliwości bojowych izraelskiej marynarki. Poświęcił się pracom nad kutrami rakietowymi oraz zaangażował w prace rozwojowe nad izraelskim pociskiem przeciwokrętowym Gabriel. Brał udział w utworzeniu Eskadry Desantowej w ramach Izraelskiego Korpusu Morskiego.

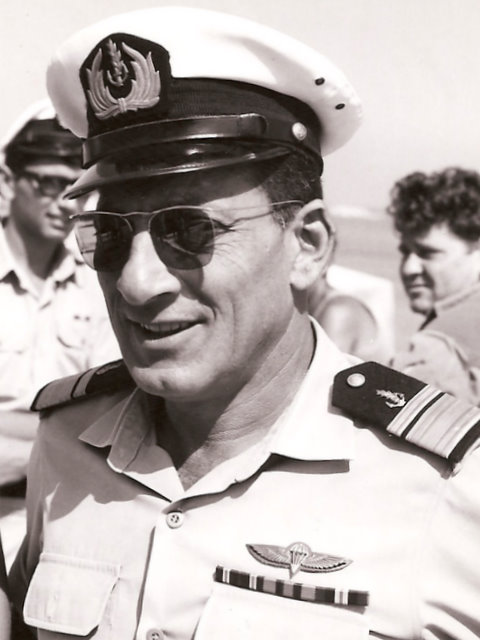
Gen. Szelomo Erel

 2 stycznia 1966 roku z rąk gen. Jochaja Ben-Nuna otrzymał nominację na stanowisko dowódcy Izraelskiego Korpusu Morskiego. W trakcie wojny sześciodniowej wszedł w osobisty spór ze swoim zastępcą Icchakiem Rahawem. Rahaw oskarżał go o bezradność i zachowawczość w dowodzeniu. Z kolei Erel twierdził, że Rahaw jest karierowiczem nastawionym na sukces, czym uzasadniał błędny i nieskonsultowany z dowództwem rozkaz ataku na USS „Liberty”.
W okresie kiedy sprawował stanowisko dowódcy Izraelskiego Korpusu Morskiego, doszło do zatopienia niszczyciela „Ejlat” w 1967 roku, a w tajemniczych okolicznościach w 1968 roku zaginął okręt podwodny „Dakar”. Wydarzenia te sprawiły, że jeszcze w 1968 roku zrezygnował z pełnionej funkcji i w 1969 roku odszedł ze służby.
W cywilu w latach 1984–1988 pracował jako audytor w cywilnej jednostce Ministerstwa Obrony kontrolującej działania armii.
Zmarł 20 listopada 2018 roku w Tel Awiwie w wieku 98 lat.